# Liriomyza furva
Liriomyza furva är en tvåvingeart som beskrevs av Spencer 1976. Liriomyza furva ingår i släktet Liriomyza och familjen minerarflugor.
Artens utbredningsområde är Sverige. Inga underarter finns listade i Catalogue of Life.